# 农业农村部成都沼气科学研究所
农业农村部成都沼气科学研究所（英語：Biogas Institute of Ministry of Agriculture and Rural Affairs）成立于1979年，隶属于中国农业科学院，是一家专门从事沼气科学研究的国家级科研机构。

## 沿革
1979年，国务院批准同意将四川沼气科研所改为农业部领导为主的农业部沼气科学研究所。1985年，沼气所被农牧渔业部明确为相当地师级的科研、技术单位。1996年，更名为农业部沼气科学研究所。1997年，划归中国农业科学院管理。

## 主办刊物
- 《中国沼气》

## 所办企业
- 成都中农能源环境工程设计所有限责任公司
- 成都正通物业管理有限责任公司
- 四川中沼生物能源检测有限责任公司